# James Thoppil
James Thoppil (* 8. Mai 1959 in Kottayam, Kerala) ist ein indischer Geistlicher und römisch-katholischer Bischof von Kohima.

## Leben
James Thoppil besuchte die Grundschule in Kottayam und von 1974 bis 1977 das Kleine Seminar St. Joseph in Dibrugarh. Anschließend studierte er Philosophie am Christ King College (1977–1980) sowie Katholische Theologie am Oriens Theological College und am Sacred Heart Theological College in Shillong (1982–1985). Daneben absolvierte er von 1980 bis 1982 ein pastorales Praktikum in der Pfarrei St. Joseph in Tseminyu. Am 12. Januar 1986 empfing er in der Pfarrkirche St. Joseph in Arunoottimangalam das Sakrament der Priesterweihe für das Bistum Kohima.
Nach der Priesterweihe war Thoppil zunächst als Studiendekan am Good Shepherd Seminary in Dimapur tätig, bevor er 1990 Pfarrer der Pfarrei Holy Cross in Dimapur und Direktor der dortigen katholischen Schule sowie Sekretär der Nagaland Association of Catholic Schools wurde. 1994 wurde er für weiterführende Studien nach Rom entsandt, wo er 1996 an der Päpstlichen Universität Urbaniana ein Lizenziat im Fach Dogmatik erwarb und 1998 mit der Arbeit Towards an Asian ecclesiology: understanding of the Church in the documents of the Federation of Asian Bishops’ Conferences (FABC) 1970–1995 and the Asian ecclesiological trends („Auf dem Weg zu einer asiatischen Ekklesiologie: Das Verständnis der Kirche in den Dokumenten der Föderation der Asiatischen Bischofskonferenzen (FABC) 1970–1995 und die asiatischen ekklesiologischen Trends“) zum Doktor der Theologie in dieser Disziplin promoviert wurde. Nach der Rückkehr in seine Heimat lehrte Thoppil von 1999 bis 2006 als Professor am Oriens Theological College in Shillong. Zudem fungierte er dort in dieser Zeit als Kanzler und als Studiendekan sowie als Sekretär des Northeast Diocesan Priests’ Forum for Theological Reflection (NEDPFTR). Anschließend absolvierte er ein Sabbatjahr in den USA, wo er als Seelsorger in der Pfarrei St. Felicitas in San Leandro wirkte. Ab 2007 war Thoppil Rektor des Oriens Theological College.
Am 16. Juni 2011 ernannte ihn Papst Benedikt XVI. zum Bischof von Kohima. Der Apostolische Nuntius in Indien, Erzbischof Salvatore Pennacchio, spendete ihm am 8. September desselben Jahres die Bischofsweihe; Mitkonsekratoren waren der Erzbischof von Guwahati, Thomas Menamparampil SDB, und der Erzbischof von Imphal, Dominic Lumon. Thoppil wählte den Wahlspruch Doing everything for the Gospel („Alles tun für das Evangelium“).
Zudem fungiert Thoppil als Generalsekretär des regionalen Bischofsrats von Nordostindien (NERBC) und leitet dessen Kommission für die Priesterfortbildung. Ferner gehörte er in der Konferenz katholischer Bischöfe von Indien (CCBI) zeitweise der Kommission für die Katechese an. Überdies ist er Pro-Großkanzler der St. Joseph University in Chümoukedima.